# Henk Groot
Hendrik (Henk) Groot (Zaandijk, 22 april 1938 – Zaandam, 11 mei 2022) was een Nederlands voetballer die uitkwam voor Stormvogels, Ajax, Feyenoord en het Nederlands elftal.

## Voetballoopbaan

### Jeugd
Henk Groot groeide op in het dorp Zaandijk. Hij voetbalde in zijn jeugd bij de plaatselijke vereniging ZVV Zaandijk. Op zeventienjarige leeftijd bereikte hij het eerste elftal, waar hij aan de lopende band doelpunten scoorde. Korte tijd later meldde zich de club Stormvogels, waar hij als semi-prof begon te voetballen. Ook zijn zes jaar oudere broer Cees werd bij de deal betrokken en zo speelden de beide broers bij de club uit IJmuiden.

### Ajax
In 1959 stapten de beide broers over naar Ajax. Bij zijn debuut, tegen NAC, wist Henk Groot het net te vinden. Ajax won de wedstrijd met 3–0 en Henk nam alle treffers voor zijn rekening. Hij bleef scoren en werd dat seizoen 1959/60 topscorer van de competitie met 38 doelpunten, 9 meer dan zijn broer Cees die derde werd op de topscorerslijst. In zijn eerste seizoen won hij met Ajax zijn eerste landskampioenschap.
Een seizoen later vestigde Groot een in 2025 nog steeds ongeëvenaard record binnen Ajax door 41 doelpunten te maken in de competitie 1960/61. In totaal maakte hij dat seizoen 1960/61 zelfs 65 goals, de doelpunten in het beker- (veertien in acht wedstrijden) en Intertoto-toernooi (negen in vijf wedstrijden) erbij opgeteld. In de Eredivisie heeft alleen Coen Dillen er meer gescoord in één seizoen (43 doelpunten in het seizoen 1956/57).

### Feijenoord
Het Italiaanse Lanerossi Vicenza, dat uitkwam in de hoogste klasse, wilde Groot in 1961 overnemen. Groot had er wel oren naar. Ajax vroeg een transfersom van 250.000 gulden, maar dat vond Lanerossi Vicenza te gortig. Groot liet zich daarop bij Ajax op de transferlijst zetten, omdat de club niets had gedaan met een bod van de Italianen. Door het transfersysteem was het verder voordeliger als de speler zichzelf op de transferlijst zette. Met gemengde gevoelens hoorde Groot dat hij voor een bedrag van 250.000 gulden werd overgenomen door Feijenoord in 1963. Hij speelde daar twee seizoenen en kwam tot 34 treffers in de competitie. In zijn tweede seizoen bij de Rotterdamse club won hij zijn tweede landskampioenschap. Met Ajax ging het in de tussentijd steeds minder (13de in 1964/65), tot de komst van Jaap van Praag als voorzitter. Voor een destijds fors bedrag van 375.000 gulden kocht Ajax de spits terug. De terugkomst was een eis van de nieuwe trainer Rinus Michels.

### Terug bij Ajax
Als routinier kreeg Henk Groot een andere rol te vervullen dan in zijn eerste periode bij Ajax. Als opbouwende middenvelder bracht hij rust in de selectie met jonge spelers als Johan Cruijff, Wim Suurbier en Barry Hulshoff. Zijn broer Cees was inmiddels weer teruggekeerd naar zijn oude club in Zaandijk. Zijn doelpunten maakte hij vooral nog als trefzekere strafschopspecialist. In 1969 raakte hij geblesseerd aan zijn knie door een doodschop die hij van Poolse speler Zygfryd Szołtysik kreeg tijdens een interlandwedstrijd met het Nederlands elftal. Door deze blessure kwam aan zijn sportieve carrière na meerdere operaties en revalidatie in 1970 een einde. Groot kreeg via de KNVB smartengeld uitgekeerd. Hij ging als vertegenwoordiger bij een bouwbedrijf werken en ging op verzoek van Michels als scout tegenstanders analyseren voor Ajax. Groot werd per januari 1973 sportief directeur ofwel coördinator betaald voetbal bij Ajax, maar stapte per 1 oktober 1973 op vanwege een gebrek aan waardering en onduidelijkheid over de invulling zijn functie.

### Carrièrestatistieken
| Seizoen         | Club            | Land            | Competitie       | Competitie | Competitie | Beker | Beker | Internationaal | Internationaal | Overig | Overig | Totaal | Totaal |
| Seizoen         | Club            | Land            | Competitie       | Wed.       | Dlp.       | Wed.  | Dlp.  | Wed.           | Dlp.           | Wed.   | Dlp.   | Wed.   | Dlp.   |
| --------------- | --------------- | --------------- | ---------------- | ---------- | ---------- | ----- | ----- | -------------- | -------------- | ------ | ------ | ------ | ------ |
| 1956/57         | Stormvogels     | Nederland       | Eerste divisie B | 29         | 20         | –     | 0     | –              | –              | 0      | 0      | –      | 20     |
| 1957/58         | Stormvogels     | Nederland       | Eerste divisie B | 27         | 13         | –     | 5     | –              | –              | 0      | 0      | –      | 18     |
| 1958/59         | Stormvogels     | Nederland       | Eerste divisie B | 25         | 21         | –     | 0     | –              | –              | 0      | 0      | –      | 21     |
| 1959/60         | Ajax            | Nederland       | Eredivisie       | 33         | 38         | –     | –     | –              | –              | 1      | 1      | 34     | 39     |
| 1960/61         | Ajax            | Nederland       | Eredivisie       | 32         | 41         | 8     | 12    | 1              | 0              | 0      | 0      | 41     | 53     |
| 1961/62         | Ajax            | Nederland       | Eredivisie       | 30         | 18         | 2     | 1     | 2              | 2              | 0      | 0      | 34     | 21     |
| 1962/63         | Ajax            | Nederland       | Eredivisie       | 29         | 18         | 2     | 0     | –              | –              | 0      | 0      | 31     | 18     |
| 1963/64         | Feijenoord      | Nederland       | Eredivisie       | 28         | 17         | –     | 0     | –              | –              | 0      | 0      | –      | 17     |
| 1964/65         | Feijenoord      | Nederland       | Eredivisie       | 26         | 17         | –     | 3     | –              | –              | 0      | 0      | –      | 20     |
| 1965/66         | Ajax            | Nederland       | Eredivisie       | 15         | 7          | 3     | 0     | –              | –              | 0      | 0      | 18     | 7      |
| 1966/67         | Ajax            | Nederland       | Eredivisie       | 25         | 16         | 5     | 2     | 6              | 1              | 0      | 0      | 36     | 19     |
| 1967/68         | Ajax            | Nederland       | Eredivisie       | 31         | 16         | 7     | 1     | 2              | 1              | 0      | 0      | 40     | 18     |
| 1968/69         | Ajax            | Nederland       | Eredivisie       | 30         | 7          | 3     | 1     | 10             | 1              | 0      | 0      | 43     | 9      |
| 1969/70         | Ajax            | Nederland       | Eredivisie       | 4          | 1          | 0     | 0     | 0              | 0              | 0      | 0      | 4      | 1      |
| Carrière totaal | Carrière totaal | Carrière totaal | Carrière totaal  | 364        | 250        | –     | 25    | 21             | 5              | 1      | 1      | –      | 281    |

## Gemeenteraadslid
In 1970 werd hij namens de partij Gemeentebelangen verkozen in de gemeenteraad van Zaandijk. In 1971 stopte hij vanwege drukke andere werkzaamheden.

## Erelijst
Ajax
| Nationaal                  |    |                                             |
| Eredivisie                 | 5x | 1959/60, 1965/66, 1966/67, 1967/68, 1969/70 |
| KNVB beker                 | 3x | 1960/61, 1966/67, 1969/70                   |
| Internationaal             |    |                                             |
| International Football Cup | 1x | 1961/62                                     |
| Individueel                |    |                                             |
| Topscorer Eredivisie       | 2x | 1959/60 (37), 1960/61 (41)                  |

 Feijenoord
| Nationaal  |    |         |
| Eredivisie | 1x | 1964/65 |
| KNVB beker | 1x | 1964/65 |

## Overlijden
Groot overleed op 84-jarige leeftijd in een verzorgingshuis in Zaandam.

## Wetenswaardigheden
- Naast zijn broer Cees speelde zijn veel jongere broer Rob (1947) ook bijna nog voor Ajax. Op het laatste moment ketste de overname van de Telstar-speler echter af. Henk Groots achterneef (kleinzoon van Cees), Kick (1998), is ook voetballer.
- Henk Groot is een van de zes spelers die in de klassieker tussen Feyenoord en Ajax in dienst van beide ploegen gescoord hebben. De andere vijf zijn Johan Cruijff, Keje Molenaar, Ruud Geels, Ronald Koeman en Angelos Charisteas.
- Henk Groot is de enige speler die in De Meer en De Kuip voor zowel Ajax als Feyenoord gescoord heeft.
- Op de lijst van de doelpuntenmakers van de Eredivisie staat hij op de zesde plek met 195 doelpunten. Hij moet Willy van der Kuijlen, Ruud Geels, Johan Cruijff, Kees Kist en Tonny van der Linden voor zich laten.
- Op de lijst van doelpuntenmakers van Ajax staat hij op de vierde plaats. Hij moet alleen Piet van Reenen, Johan Cruijff en Sjaak Swart voor zich dulden.
- Henk Groot en Arnold Scholten zijn de enige[bron?] spelers die van Ajax naar Feyenoord gingen, om later terug te keren naar Ajax.
- Groot overleed op de dag dat Ajax voor de 36ste keer kampioen werd van Nederland.